# Театр Елисейских полей

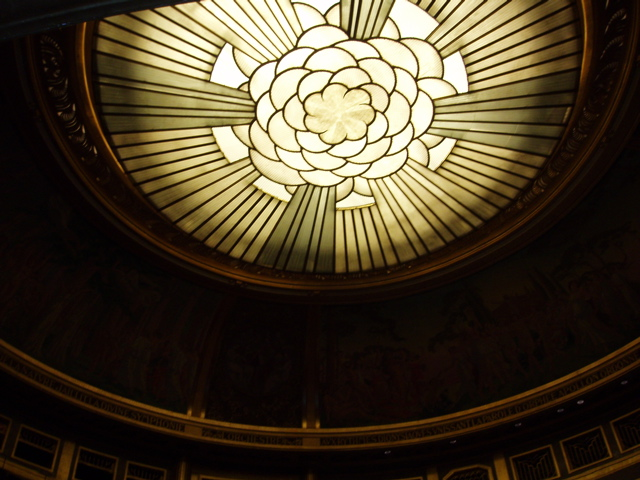
Купол театра Елисейских Полей

Театр Елисейских полей (фр. Théâtre des Champs-Élysées) — государственный театр в Париже, известный главным образом как площадка для концертных постановок опер и балетов, а также для концертов симфонической музыки. Открыт в 1913 году. Современный театр располагает тремя залами: Grand Théâtre (один из лучших концертных залов Парижа, 2000 мест), La Comédie (постановки театральных спектаклей, 655 мест) и Le Studio (257 мест). Несмотря на название, театр находится не на Елисейских Полях, а на авеню Монтень, в VIII округе Парижа.

## Краткая характеристика
Театр открыт 2 апреля 1913 года концертом французской симфонической музыки, на котором композиторы (Клод Дебюсси, Поль Дюка, Камиль Сен-Санс, Габриель Форе, Венсан д'Энди) дирижировали собственными сочинениями.
Здание в стиле ар-деко построено по проекту архитектора Огюста Перре. Также в проектировании и оформлении принимали участие Морис Дени (свод), Жан Эдуар Вюйар (роспись) и другие. Театр Елисейских полей — одно из первых зданий в Париже, построенное из железобетона повышенной прочности, но его интерьеры выглядят более лёгкими благодаря мраморным рельефам (Аполлон с музами) работы Э. Бурделя.
Театр Елисейских полей известен многими замечательными премьерами и артистическими дебютами. Яркая страница истории театра — дягилевская премьера балета И. Ф. Стравинского «Весна священная» 29 мая 1913 года, ознаменовавшаяся грандиозным скандалом. Представление сопровождалось таким громким свистом, что танцоры с трудом слышали оркестр, в дирижёра бросали чем попало, в партере затевались драки. На сцене театра состоялись мировые премьеры балетов «Игры» (Jeux) Дебюсси (1913), «Гробница Куперена» Равеля (1920), «Бык на крыше» Мийо (1920), «Новобрачные на Эйфелевой башне» композиторов Шестёрки (1921), «Лётчица» (с фр. — «L’Aviatrice») Сабанеева (1928), балета с пением «Семь смертных грехов» Вайля (1933), авангардной оркестровой пьесы «Пустыни» Вареза (1954), оперы «Христофор Колумб» Мийо (2-я ред., 1956), скрипичного концерта Дютийё (1985); французские премьеры опер «Пенелопа» Форе (1913), «Хованщина» Мусоргского (в аранжировке Стравинского и Равеля, 1913), тетралогии «Кольцо нибелунга» Вагнера (1929), оперы «Воццек» Берга (1952) и др. С 1990-х годов на сцене театра регулярно звучит старинная музыка в исполнении аутентичных ансамблей и оркестров, ставятся концертные версии редких барочных опер (например, в 1992 — первая реконструкция оперы «Редкая вещь» В. Мартина-и-Солера).
В театре выступали знаменитые дирижёры со всего мира. В 1925 году в театре начала свою карьеру балерина Жозефина Бейкер, в декабре 1928 года состоялся концерт С. В. Рахманинова. С 1944 года театр — основная концертная площадка Национального оркестра Франции. В театре также располагается парижская штаб-квартира Венского филармонического оркестра.